# ولیس نلوا
ولیس نلوا (به لاتین: Velise-Nõlva) یک روستا در استونی است که در دهستان ماریاما واقع شده‌است.